# Andreina Minda
Andreina Minda (* 15. Juni 2001) ist eine ecuadorianische Sprinterin und Hürdenläuferin, die sich auf die 400-Meter-Distanz spezialisiert hat.

## Sportliche Laufbahn
Erste internationale Erfahrungen sammelte Andreina Minda im Jahr 2018, als sie bei den U18-Südamerikameisterschaften in Cuenca in 57,57 s den vierten Platz im 400-Meter-Lauf belegte und in der gemischten 8-mal-300-Meter-Staffel in 5:04,98 min die Silbermedaille gewann. Anschließend belegte sie bei den U23-Südamerikameisterschaften ebendort in 66,09 s den fünften Platz im 400-Meter-Hürdenlauf und gewann mit der ecuadorianischen 4-mal-400-Meter-Staffel in 3:43,91 min die Bronzemedaille hinter den Teams aus Kolumbien und Brasilien. Im Jahr darauf belegte sie bei den U20-Südamerikameisterschaften in Cali in 56,98 s bzw. 62,06 s jeweils den vierten Platz über 400 Meter und 400 m Hürden und erreichte auch in der 4-mal-400-Meter-Staffel nach 4:00,38 min Rang vier. 2021 belegte sie dann bei den Südamerikameisterschaften im heimischen Guayaquil in 62,18 s den fünften Platz über 400 m Hürden. Anschließend wurde sie bei den U23-Südamerikameisterschaften ebendort in 59,80 s Vierte im Hürdenlauf, belegte in der 4-mal-400-Meter-Staffel in 3:47,85 min den vierten Platz und gewann in der Mixed-Staffel in 3:39,19 min die Silbermedaille hinter dem Team aus Brasilien. Im Dezember sicherte sie sich bei den erstmals ausgetragenen Panamerikanischen Juniorenspielen in Cali in 44,56 s die Bronzemedaille in der 4-mal-100-Meter-Staffel hinter den Teams aus Kolumbien und Brasilien und in der Mixed-Staffel wurde sie disqualifiziert.
2021 wurde Minda ecuadorianische Meisterin im 400-Meter-Hürdenlauf.

## Persönliche Bestzeiten
- 400 Meter: 56,20 s, 25. August 2017 in Cuenca
- 400 m Hürden: 59,80 s, 17. Oktober 2021 in Guayaquil